# Gummi Miś
Gummi Miś (niem. Gummibär) – niemiecki projekt muzyczny i postać komputerowo animowana stworzona przez Christiana Schniedera i jego firmę Gummybear International w 2006 r.
Zespół jest bardziej znany z piosenki Ja Jestem Gummi Miś (I’m a Gummy Bear).
Jedna z jego piosenek, „Bańkę Łap” stała się najpopularniejszym teledyskiem na polskim YouTube w 2018 wg Radio Zet.

## Historia
W lipcu 2006 powstał krótki, 30 sekundowy niemiecki mini-teledysk z udziałem Gummi Misia - animowany i reżyserowany przez Petera Dodda. Węgierska wersja tego mini-teledysku pojawiła się miesiąc później.
W tym samym miesiącu, pojawiła się pierwsza płyta winylowa Ich Bin Dein Gummibär. Wersja CD pojawiła się w październiku.
Rok później, w październiku 2007 pełna wersja teledysku pojawiła się na kanale icanrockyourworld i zebrała ponad 3 713 176 396 wyświetleń (na stan 10 sierpnia 2025 r.).
8 października 2012 w Wielkiej Brytanii został wydany pierwszy film animowany o Gummi Misiu: "Gummibär: The Yummy Gummy Search for Santa".
W 2016 indyjskie studio animacji Toonz Media Group wraz z Gummybear International stworzyli serial Gummibär and Friends: The Gummy Bear Show, który doczekał się licznych wersji językowych od 2020 r. dla kanału Gummy Bear Show International.
W 2017 na 10-lecie teledysku, teledysk otrzymał remake.
W 2019 na Boże Narodzenie i Halloween teledysk przerobiono na styl halloweenowy i świąteczny.

## Dyskografia

### Lista dotyczy tylko polskich i angielskich albumów
- I Am Your Gummy Bear (2007)
- Nuki Nuki (2009)
- Największe przeboje (2009)
- La La Love to Dance (2010)
- Gummibär Christmas Jollies (2010)
- The Best of Gummi Miś (2012)
- Party Pop (2015)
- The Gummy Bear Show Season One Soundtrack (2017)
- The Gummy Bear Album (2019)
- Gummy Bear Album 2020 (2020)
- Holiday Fun Time (2021)[13]